# Сикстус фон Танберг
Сикстус фон Танберг (на немски: Sixtus von Tannberg, von Tanberger; † 14 юли 1495, Франкентал, Пфалц) е епископ на Гурк (1470 – 1474) и 44. княжески епископ на Фрайзинг (1474 – 1495).

## Произход и управление
Той е син на Йохан III фон Танберг цу Ауролцмюнстер и втората му съпруга Урсула фон Рор, сестра на архиепископа на Залцбург Бернхард († 1487).
През 1442 г. Сикстус фон Танберг е приет като кандидат в катедралния капител на Фрайзинг и е назначен там през 1456 г. Почти осем години той следва в университета в Падуа и става доктор на двете права. През 1458 г. става пропст в Изен в Горна Бавария, а през 1466 г. свещеник в Лауфен.
Чичо му архиепископ Бернхард фон Рор го номинира на 23 април 1470 г. за епископ на Гурк и на 25 август 1471 г. е одобрен от папата. Император Фридрих III фаворизира обаче пробста на Гурк Лоренц фон Фрайберг и отказва безуспешно избора на Сикстус на 2 май 1472 г. Папа Сикст IV одобрява избора на катедралния капител на 12 януари 1474 г. и Сикстус става 44. епископ на Фрайзинг. Така конфликтът за Гург е разрешен. Вероятно Сикстус през цялото време никога не е бил в епископството Гурк. Когато през 1478 г. чичо му, архиепископът на Залцбург, Бернхард фон Рор спонтанно напуска, той е предвиден да го последва, обаче император Фридрих пречи на това.
Сикстус има дипломатически способности и умее да говори. Той участва в имперските събрания в Нюрнберг (1480), Франкфурт (1489) и Вормс (1495). През 1484 г. той пътува като пратеник на империята по нареждане на императора в Италия и Ватикана.
По времето на службата на Сикстус турските войски нападат териториите на Фрайзинг в Крайна и в Каринтия най-малко шест пъти (1475, 1476, 1478, 1480, 1483, 1493). Сикстус също помага на изкуствата. Той обзавежда катедралата на Фрайзинг.
През лятото на 1495 г. Сикстус фон Танберг посещава имперското събрание във Вормс и тежко се разболява. За да си почине, той се оттегля в Августинския манастир „Грос-Франкентал“ в днешен Франкентал (Пфалц). Там той умира на 14 юли 1495 г. и е погребан в катедралата на Фрайзинг.